# هاريسون بانكهيد
هاريسون بانكهيد (بالإنجليزية: Harrison Bankhead)‏ هو موسيقي أمريكي، ولد في 1955 في وكغن في الولايات المتحدة.

## وصلات خارجية
- هاريسون بانكهيد على موقع ميوزك برينز (الإنجليزية)
- هاريسون بانكهيد على موقع أول ميوزيك (الإنجليزية)
- هاريسون بانكهيد على موقع ديسكوغز (الإنجليزية)